# Marzenna Drab

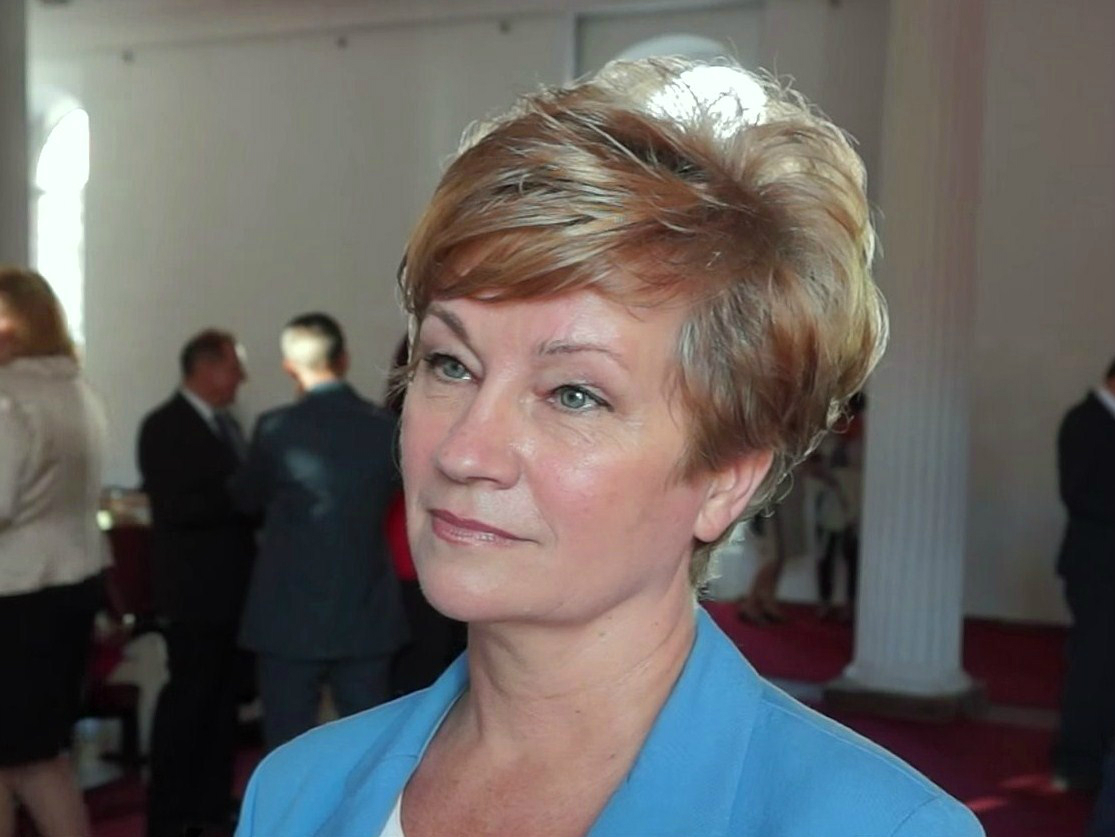
Marzenna Drab (2015)

Marzenna Stefania Drab (* 20. Februar 1956 in Grudziądz) ist eine polnische Politikerin und seit 2007 Abgeordnete des Sejm in der VI. Wahlperiode.
Sie beendete ihr Studium an der Fakultät für Wissenschaften der Mikołaj Kopernik Universität in Toruń (Thorn) und ein Aufbaustudium für Regionale Entwicklung und Strukturfonds der Europäischen Union an der Fakultät für Wissenschaften der Universität Danzig. Sie begann ihre berufliche Karriere an der Armee-Einheit 3189, danach arbeitete sie im Stadtamt von Grudziądz und in der Grudziądzer Filiale der Bank PKO BP. Im September 1992 wurde sie Mitarbeiterin im Arbeitsamt des Landkreises. Im Dezember 2002 wurde sie dessen Direktorin. Im Mai 2004 wurde Drab Sekretärin des Stadtamtes von Grudziądz.
Am 27. Januar 2006 wurde sie Stellvertretende Wojewodin der Woiwodschaft Kujawien-Pommern und vom 24. Juli 2006 bis zum 7. November war sie Wojewodin.
Bei den Parlamentswahlen 2007 errang sie mit 7396 Stimmen für den Wahlkreis Toruń ein Abgeordnetenmandat über die Liste der Prawo i Sprawiedliwość (Recht und Gerechtigkeit – PiS). Sie ist Mitglied der Sejm-Kommission für Staatsschatz und öffentliche Finanzen.